# آلفا-ملانوسیت-استیمولاتینگ هورمون
آلفا-ملانوسیت-استیمولاتینگ هورمون (به انگلیسی: Alpha-Melanocyte-stimulating hormone) با فرمول شیمیایی C77H109N21O19S یک ترکیب شیمیایی با شناسه پاب‌کم 8130 است. که جرم مولی آن ۱۶۶۴٫۸۸۴ گرم بر مول می‌باشد. 